# Eupithecia pseudozibellianata
Eupithecia pseudozibellianata là một loài bướm đêm trong họ Geometridae.